# Бета Кита
Бета Кита — ярчайшая звезда созвездия Кита. Имеет традиционные названия Дифда и Денеб Кайтос.
Бета Кита является оранжевым гигантом спектрального класса K0III. Это — старая звезда, которая вступает в финальный этап своего жизненного цикла. Имея массу в 3 массы Солнца, Бета Кита ярче Солнца (болометрически, то есть по всем длинам волн вместе) в 145 раз и в 17 раз больше по диаметру. Температура поверхности звезды составляет около 4500 K. Расстояние до Земли — 96 световых лет. Видимая звёздная величина +2.04.
Как и Сириус, Бета Кита уверенно доступна для наблюдения в Европе. Наблюдается южнее 72 градусов северной широты. Низко поднимается над горизонтом на широтах Мурманска, Норильска и Воркуты. Южнее 72 градусов южной широты звезда не заходит за горизонт.